# Pico da Neblina
Pico da Neblina è la più alta montagna del Brasile. La parte settentrionale si trova in Venezuela. In portoghese e spagnolo, Neblina significa nebbiolina. La montagna fu scalata per la prima volta nel 1965 da alcuni soldati dell'esercito brasiliano.
La zona settentrionale fa parte del Parco Nazionale Neblina venezuelano, la zona meridionale è invece sotto giurisdizione brasiliana ed è inserita nel Parco nazionale Pico da Neblina. Questi e altri parchi vicini formano un'area protetta di oltre 80.000 km², probabilmente la più grande area protetta del mondo in una foresta tropicale.
In passato l'altezza fu considerata di 3.014 m, misurazioni più recenti hanno appurato che l'altezza si aggira intorno ai 2.995,30 m.
Sulla cima è posta una targa che ricorda che quello è il luogo più alto del Brasile e una bandiera brasiliana che viene cambiata ogni anno da membri dell'esercito.